# Parti Social Démocrate (Luxemburg)
De Parti Social Démocrate (Duits: Sozialdemokratische Partei, Luxemburgs: Sozialdemokratesch Partei vu Lëtzebuerg, Nederlands: Sociaaldemocratische Partij), was een partij in het Groothertogdom Luxemburg.
De PSD werd op 5 januari 1902 opgericht in Luxemburg-Stad. Oprichter van de partij was onder meer Michel Welter. Welter stond in nauw contact met diverse bekende socialisten zoals Jean Jaurès, Karl Liebknecht, August Bebel en Emile Vandervelde. De PSD was de eerste politieke partij van betekenis die in Luxemburg werd opgericht. Kort na de oprichting van de PSD zagen twee andere partijen het levenslicht: de Ligue Libérale (1904) en de Parti de la Droite (1914). De PSD was vanaf het begin af aan vooral sterk in het Kanton Esch-sur-Alzette waar veel arbeiders woonden en werkten (De stad Esch-sur-Alzette staat bekend om haar industriële complexen). Reeds in 1896 werd de eerste socialist, Caspar Mathias Spoo voor het Kanton Esch-sur-Alzette in de Kamer van Afgevaardigden gekozen.
De PSD sloot, ondanks grote programmatische verschillen, in 1908 een alliantie met de Ligue Libérale (LL). De alliantie, het Bloc des Gauches (Linkse Blok) genaamd, ondersteunde het beleid van de liberale premier Paul Eyschen - die overigens niet lid was van de LL - en de alliantie streefde naar secularisatie van het onderwijs, terugdringing van de invloed van de Rooms-Katholieke Kerk en de invoering van het algemeen kiesrecht. De plannen van het Bloc des Gauches ondervonden weerstand van de conservatieven (onder andere Parti de la Droite) en de partijloze "oud"-liberalen. Het Bloc des Gauches won de parlementsverkiezingen van 1908, 1911 en 1912. In 1912 kwam een nieuwe onderwijswet tot stand die voorzag in de stichting van staatsscholen (en afschaffing van de particuliere - meest rooms-katholieke scholen), verplicht en kosteloos onderwijs voor de duur van zeven jaar en het verplicht stellen van het vak Luxemburgs (taal).
Op 3 maart 1915 trad Ernest Leclère van de PSD toe tot het kabinet-Eyschen. Ook in de Regering van Nationale Eenheid (1916-1917) onder premier Victor Thorn zat een socialist, namelijk Michel Welter, die echter na enkele maanden werd vervangen door Lèclere. In de daaropvolgende regeringen zaten geen leden van de PSD (soms wel een partijloze sociaaldemocraat). De invoering van het algemeen, enkelvoudig kiesrecht voor mannen en vrouwen in 1918 zorgde ervoor dat de PSD kon uitgroeien tot een echte volkspartij. De PSD streefde bij de verkiezingen van dat jaar de LL qua zetelaantal voorbij.
In 1925 werd de naam van de PSD gewijzigd in de Lëtzebuerger Sozialistesch Aarbechterpartei (Luxemburgse Socialistische Arbeiderspartij). Deze partij trad in 1937 toe tot de regering. Zie voorts: Lëtzebuerger Sozialistesch Aarbechterpartei.

## De "tweede"Parti Social Démocrate
Op 2 mei 1970 werd er een tweede Sozialdemokratesch Partei vu Lëtzebuerg (Parti Social Démocrate) opgericht. Deze partij was een afscheiding van de LSAP. Een van de oprichters van de SDP was Henry Cravatte, voormalig voorzitter van de LSAP en vicepremier van Luxemburg van 15 juli 1964 tot 8 februari 1969. Henry Cravatte was van 14 maart 1971 tot 1980 voorzitter van de SDP.
Bij de parlementsverkiezingen van 26 mei 1974 verwierf de SDP vijf zetels, maar hierna ging het bergafwaarts (2 zetels bij de parlementsverkiezingen van 1979, 0 zetels bij de parlementsverkiezingen van 1984). De SDP werd in 1984 opgeheven.

## Verkiezingsresultaten 1918 - 1922
| 1918 | 12 | 53 |
| 1919 | 8  | 48 |
| 1922 | 7  | 48 |

## Verkiezingsresultaten "tweede" SDP 1974 - 1984
| 1974 | 5 | 59 |
| 1979 | 2 | 57 |
| 1984 | 0 | 64 |

## Verwijzingen
1. ↑  Tatsachen aus der Geschichte des Luxemburger Landes, door: Dr. P.J. Muller (1968), blz. 324
2. ↑  Tatsachen aus der Geschichte des Luxemburger Landes, door: Dr. P.J. Muller (1968), blz. 266
3. ↑  Tatsachen aus der Geschichte des Luxemburger Landes, door: Dr. P.J. Muller (1968), blz. 337